# Белянский, Пётр
Пётр Белянский (1736 — 29 мая 1798) — греко-католический священник, епископ Львовский (1779—1798). Первый представитель белого (мирского) духовенства на Львовской епископской кафедре. Его назначение было следствием церковной политики австрийского просвещенного абсолютизма. Белянский достиг существенного улучшения статуса греко-католической церкви, в том числе полного равенства с римско-католической церковью в Галиции (декрет от 13 октября 1782) и введение украинского языка в «Studium Ruthenum» и церковных проповедях в годы правления императора Иосифа II (1765—1790). В 1790 году Белянский обратился с петицией к преемнику Иосифа II императору Леопольду II (1790—1792) с просьбой подтвердить равенство обоих обрядов католической церкви (была официально подтверждена 8 июля 1790), создать Галицкую митрополию, ввести начальное обучение на украинском языке под опекой церкви, восстановить некоторые монастыри и прочее.